# Молодцов, Георгий Сергеевич
Георгий Сергеевич Молодцов (род. 29 августа 1986, Свердловск) — российский кинорежиссёр и продюсер, специалист в области VR/XR контента, член правления Гильдии неигрового кино и ТВ.

## Биография
Родился 29 августа 1986 года в Свердловске. Окончил гимназию № 13 с гуманитарным уклоном и музыкальную школу № 1 Екатеринбурга по классу фортепиано.
В 2008 году окончил Всероссийский государственный институт кинематографии имени С. А. Герасимова, мастерскую неигрового фильма Сергея Мирошниченко.
В 2015 году получил степень магистра искусств в кино и видео в Школе коммуникаций Американского Университета г. Вашингтон по гранту Фулбрайта.
Праправнук Константина Ивановича Молодцова, депутата III Государственной думы от Тобольской губернии (1907—1912).

## Карьера
С 2005 года является креативным директором АНО «Лаборатория социальной рекламы», в рамках которого реализовано более 50 кампаний социальной рекламы (игровые, анимационные и документальные ролики и фильмы), акций и проектов социальной направленности, в том числе для ЮНИСЕФ, Всемирного фонда дикой природы, Агентства социальной информации и других, которые были удостоены призов за креатив и режиссуру на фестивалях рекламы Red Apple, «Идея!», «Белый квадрат», «П.О.Р.А.», Red Jolbors и других.
С 2007 по 2010 год был руководителем международной программы Международного кинофестиваля ВГИК.
В 2009—2010 годах преподавал предмет «Основы монтажа» во ВГИКе в мастерских В. Меньшова и И. Григорьева, в 2009—2011 годах — «Основы кино и видео» в НИУ ВШЭ на факультете медиакоммуникаций.
С 2008 по 2017 год был координатором и отборщиком документальной программы «Свободная мысль» в рамках Московского международного кинофестиваля.
С 2010 по 2015 год занимался показом документальных фильмов в рамках дискуссионного ток-шоу «Смотрим. Обсуждаем» с Владимиром Хотиненко на телеканале «Культура».
В декабре 2012 года был избран вице-президентом Гильдии неигрового кино и ТВ, с 2016 года — член Правления Гильдии.  В 2021 году был в составе Экспертного совета Министерства культуры РФ по неигровому кино.
Документальные фильмы Молодцова удостаивались наград фестивалей «Святая Анна», «Золотой Витязь», «Сталкер», «Киношок»  и других.
С 2015 года является руководителем компании Film XR, занимающейся созданием VR-контента и креативных проектов с использованием виртуальной реальности, организацией и курированием VR-кинофестивалей, а также продвижением инициативы Russian VR Seasons (с 2017 года) с показом российского контента на крупнейших кинофестивалях (Канны, Берлин, ММКФ и других).
С 2018 года — куратор премии Open Frame Award за лучший Восточно-европейский VR-проект в рамках кинофестиваля GoEast.
Является сооснователем первого российского документального VR-проекта социальной направленности — VRability, цель которого показать возможности людей с инвалидностью и способствовать изменению отношения общества к людям с инвалидностью. В 2016 году за проект VRability Молодцов стал лауреатом в спецноминации премии «Медиа-Менеджер России».

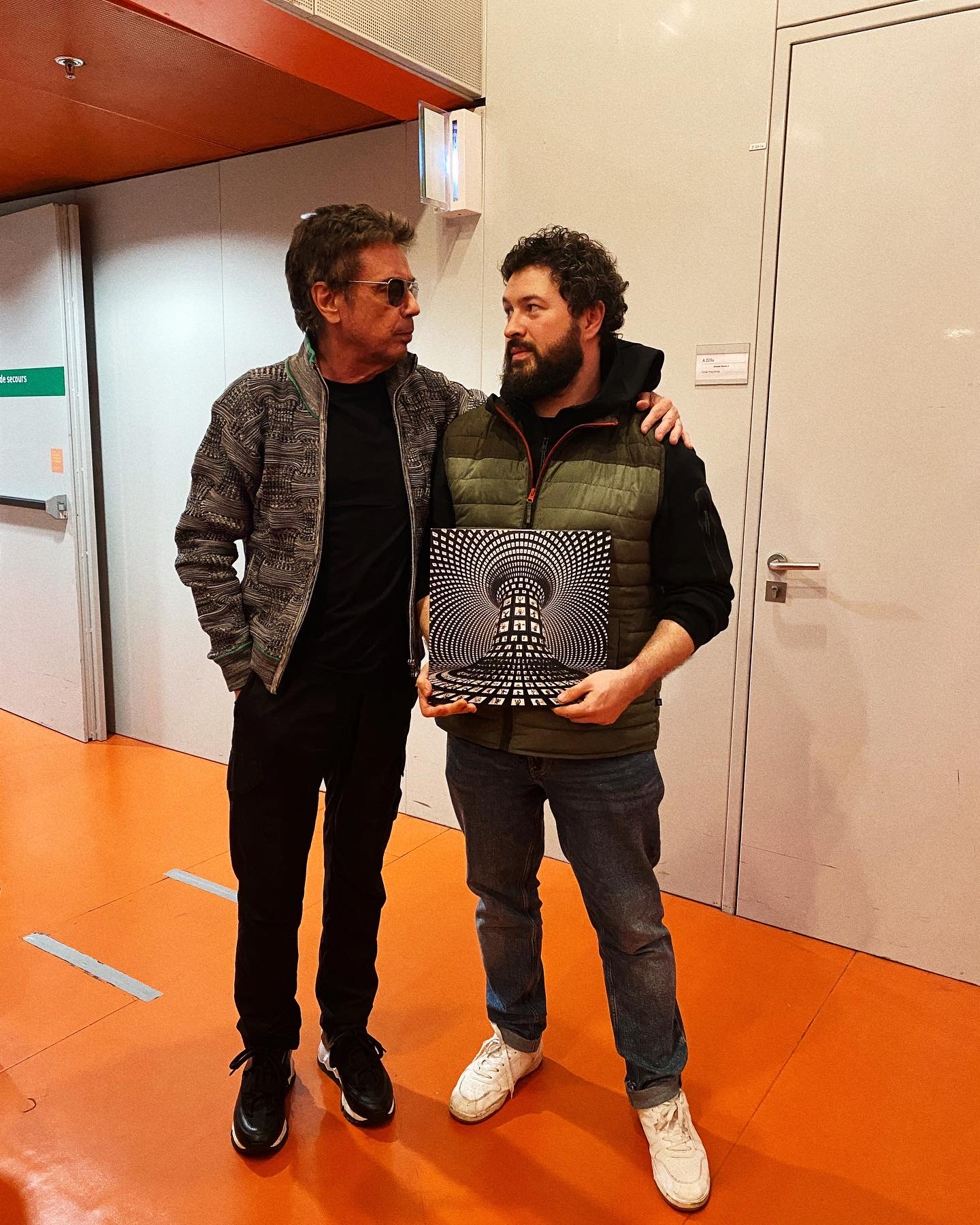
Георгий Молодцов и Жан-Мишель Жарр с альбомом OXYMORE на концерте Жан-Мишель Жарра 14 января 2023 года в Париже.

В 2020 году стал сорежиссёром VR-концерта Жан-Мишеля Жарра в Нотр-Даме в Новогоднюю ночь, получившего 2 номинации на премию Webby Awards, премию Crystal Owl в номинации Best Live Entertainment, премию Social Music Awards. В 2021 году выступил режиссером и продюсером нового VR-проекта Жан-Мишеля Жарра OXYMORE, созданного совместно с французской студией VRROOM и арт-директором Павлом Павлюковым. Проект получил Public Vote Award в рамках Webby Awards 2023, 2 номинации на премию Webby Awards 2022, премию Crystal Owl Award в номинации Best Production Design, специальный приз жюри за лучший иммерсивный проект кинофестиваля Raindance, номинацию на 2023 Producers Guild of America Innovation Award.
Наиболее известной работой режиссёра является анимационный VR-фильм «Под подушкой», созданный по мотивам сказки его отца, уралького журналиста Сергея Молодцова, ставший участником конкурсной программы Cannes XR Каннского кинофестиваля 2021,, а также лауреатом премии Halo Award за лучшую арт-игру в рамках VR Days (Нидерланды).
В 2023 году вышел анимационный короткометражный мульфильм «Котик Мормотик», построенный на визуальном стиле VR-игры. Фильм был показан в эфире телеканала «Карусель», вышел на платформе «Кинопоиск», стал участником конкурсной программы Большого фестиваля мультфильмов, а также других анимационных фестивалей .
В конце 2023 года на основе мультфильма и VR-игры был создан виртуальный мир MormoVerse на платформе VRChat, ставший лауреатом кинофестиваля Raindance в номинации Best Immersive Narrative.

## Фильмография
- 2005 — Я Амстердам (короткометражный) — режиссёр, оператор
- 2006 — Следы (документальный) — режиссёр, оператор, сценарист, монтажёр
- 2008 — Председатель КаЭс (короткометражный) — режиссёр, сценарист
- 2011 — Пограничный эффект (документальный) — режиссёр, оператор, монтажёр
- 2013 — Пусть в других наша жизнь повторится (короткометражный) — режиссёр, сценарист, продюсер
- 2013 — Я выбираю лес (короткометражный) — режиссёр
- 2016 — VRability: Максим Киселев (документальный, VR) — режиссёр, продюсер
- 2017 — Озеро Байкал: Зимний Дух (документальный, VR) — режиссёр, продюсер
- 2017 — Uncapitals: Поморы в 360 (документальный, VR) — сорежиссёр
- 2020 — Welcome to the Other Side — режиссёр VR-версии концерта
- 2021 — Девяностые (документальный сериал Сергея Минаева) – продюсер, эпизоды «Выборы 1996 года» — режиссёр, продюсер
- 2021 — Под подушкой. Котик Мормотик (анимационный, VR) — режиссёр, продюсер
- 2022 — Oxymore (анимационный, VR)  — режиссёр, продюсер
- 2023 — Котик Мормотик (анимационный фильм) — режиссёр, продюсер
- 2023 — MormoVerse (интерактивный проект) — режиссёр, продюсер
- 2023 — Белые вороны (документальный фильм) — креативный продюсер
- 2023 — Лосёнок (документальный фильм) — продюсер
- 2023 — Крионика (документальный сериал) — креативный продюсер
- 2024 — Вас беспокоят из банка (документальный фильм) — креативный продюсер
- 2024 — Versailles 400 (телевизионный концерт, VR) — режиссёр VR-версии концерта

## Премии, награды, номинации
- Приз Высших курсов сценаристов и режиссеров на кинофестивале «Киношок» за короткометражный фильм «Пусть в других наша жизнь повторится» (2012)[5]
- Приз имени Сергея Говорухина за фильм «Пограничный эффект» на кинофестивале «Сталкер» (2012)[4]
- Участник конкурсной программы Cannes XR Каннского кинофестиваля 2021 с фильмом «Под подушкой. Котик Мормотик» (анимационный, VR)[18][19].
- Премия «Raindance Immersive» (2023) в номинации «Best Immersive Narrative» за фильм «Под подушкой. Котик Мормотик» (анимационный, VR)[25]
- Международная профессиональная интернет-премия «Webby Awards» — победителя People’s Voice в номинации «Метавселенная», «Иммерсивный и виртуальный» / «Лучший экспериментальный дизайн»  (2023)[26];